# Sincronismo labiale

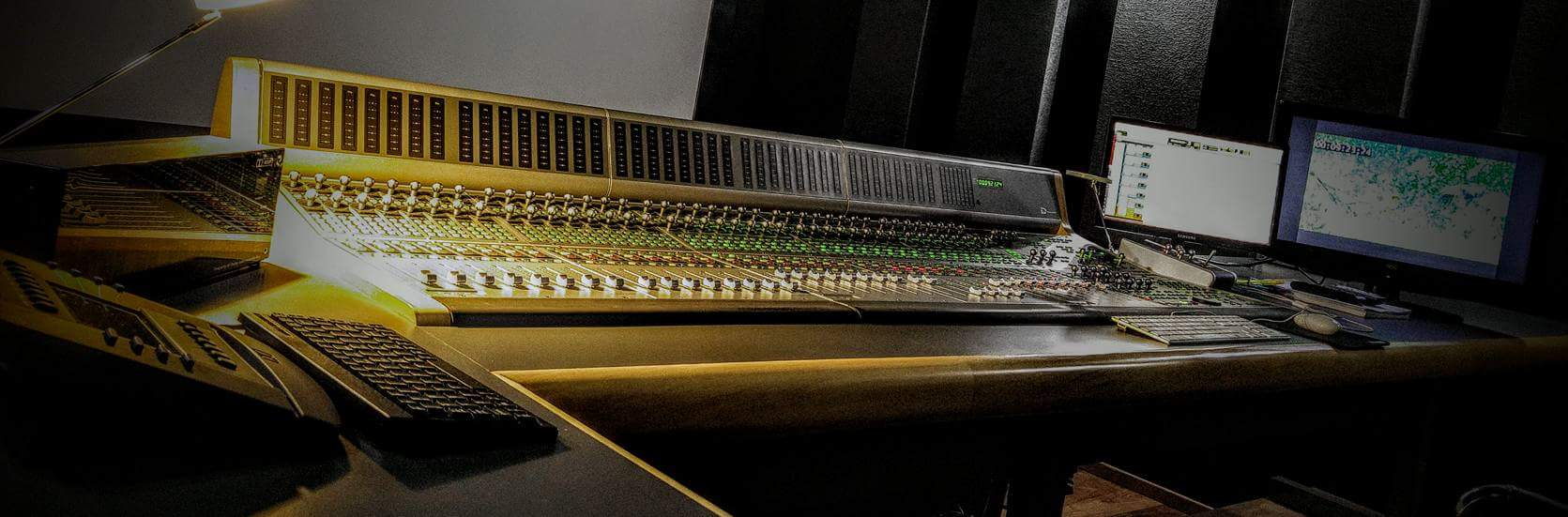
Studio di doppiaggio a San Paolo

Per sincronismo labiale, sincronizzazione labiale o l'equivalente inglese lip sync si intente la tecnica che consiste nel registrare la propria voce affinché coincida con i movimenti delle labbra di un attore o un soggetto animato. Al contrario, può anche indicare l'azione di muovere le labbra a tempo su una voce pre-registrata.
Il sincronismo labiale è uno degli aspetti fondamentali del doppiaggio, della produzione di video musicali e, più in generale, nel mondo dell'intrattenimento.